# Danza a los espíritus
Dansa als esperits es una película del año 2009.

## Sinopsis
Para los evuzok, un pueblo del Sur de Camerún, hay dos tipos de enfermedades que requieren distintos tratamientos: las enfermedades “naturales” y las “de la noche”, provocadas por embrujamientos. Danza a los espíritus es la historia de Mba Owona Pierre, el jefe del pueblo y el ngengan, el “curandero”. Trata los males provenientes de un mundo nocturno poblado de espíritus que atacan a su gente. Tiene un don especial y una responsabilidad hacia sus paisanos. La danza a los espíritus es su ritual curativo más importante.